# San San Nweh
San San Nweh est une journaliste birmane, également écrivain et poète.
Première femme à travailler comme journaliste en Birmanie, elle est devenue rédactrice en chef de deux journaux (Gita Ppade-tha et Einmet-hpu).
Qualifié de dissidente, elle est emprisonnée pour une durée de dix ans en 1994 pour avoir tenu des “ propos anti-gouvernementaux ” à des journalistes français et pour avoir “ fourni des informations concernant la situation des droits de l’homme à un rapporteur spécial des Nations unies pour la Birmanie. ” Elle est libérée en juillet 2001.
Le trophée Reporters sans frontières - Fondation de France, lui est attribué en 1999, mais il ne lui est remis qu'en 2002 par l'intermédiaire de Aung San Suu Kyi, car elle n'a pas été autorisée à sortir du pays pour le recevoir. En 2001 elle est décorée de la plume d'or de la liberté par l'AMJ (Association Mondiale des Journaux), en même temps que U Win Tin.

## Œuvres traduites en français
- Nouvelle "Les enfants qui jouent dans les ruelles", texte publié à l'origine en 1989 dans un numéro du journal Einmet-hpu, numéro dont le Comité de surveillance de la presse a ordonné la destruction de tous les exemplaires, jugeant la nouvelle "subversive". Et ensuite traduit en français et publié en français et sans censure par le journal Gavroche Thaïlande en août 2000[1].